# The Clan
The Clan was een groep componisten, samengesteld door platenlabel Motown in 1967 ter vervanging van het hitproducerend trio Holland-Dozier-Holland. The Clan bestond uit vier leden: R. Dean Taylor, Frank Wilson, Pam Sawyer en Deke Richards. 
De eerste verwezenlijking van The Clan was Love Child, een hit voor Diana Ross and the Supremes (nummer 1 in de VS in de herfst van 1968), gevolgd door I'm Livin' in Shame.
The Clan werd ontbonden in 1969 en vervangen door The Corporation, de hitmachine voor The Jackson 5.